# Okręty podwodne typu IXB
Okręty podwodne typu IXB – niemieckie oceaniczne okręty podwodne dalekiego zasięgu z czasów II wojny światowej. Dzięki większej pojemności zbiorników paliwa, U-booty tego typu miały nieznacznie większy zasięg od jednostek typu IXA. Z 14 wybudowanych okrętów tego typu, nie ocalała żadna jednostka, jednakże zatopiony w Lorient U-123 został wydobyty i włączony do marynarki francuskiej jako Blaison